# Marion Legrand
Marion Legrand, née le 5 mai 1992 est une triathlète et duathlète française, championne de France en 2021, 2022, 2023, 2024, championne du monde en 2024 et double championne d'Europe en 2023 et 2024 de duathlon courte distance. Elle remporte également en 2024, le triathlon Ironman 70.3 Pays d'Aix.

## Palmarès
Le tableau présente les résultats les plus significatifs (podium en élite) obtenus sur le circuit international de duathlon  et de triathlon depuis 2018,.
| Année | Compétition                                      | Pays       | Position           | Temps           |
| ----- | ------------------------------------------------ | ---------- | ------------------ | --------------- |
| 2024  | Ironman 70.3 Pays d'Aix                          | France     | Médaille d'or      | 4 h 21 min 32 s |
| 2024  | Triathlon Royan                                  | France     | Médaille d'or      | 4 h 34 min 39 s |
| 2024  | Championnats d'Europe de duathlon                | Portugal   | Médaille d'or      | 58 min 40 s     |
| 2024  | Championnats du monde de duathlon                | Australie  | Médaille d'or      | 58 min 37 s     |
| 2024  | Championnats du monde de duathlon - relais mixte | Australie  | Médaille d'or      | 1 h 5 min 34 s  |
| 2024  | Championnat de France de duathlon                | France     | Médaille d'or      | 1 h 0 min 0 s   |
| 2023  | Championnats d'Europe de duathlon                | Italie     | Médaille d'or      | 54 min 43 s     |
| 2023  | Triathlon Royan                                  | France     | Médaille d'argent  | 4 h 40 min 50 s |
| 2023  | Championnat de France de duathlon                | France     | Médaille d'or      | 1 h 0 min 8 s   |
| 2022  | Championnat de France de duathlon                | France     | Médaille d'or      | 1 h 1 min 3 s   |
| 2022  | Championnats d'Europe de duathlon                | Portugal   | Médaille d'argent  | 54 min 5 s      |
| 2022  | Jeux mondiaux - relais mixte duathlon            | États-Unis | Médaille d'or      | 1 h 18 min 25 s |
| 2021  | Championnat de France de duathlon                | France     | Médaille d'or      | 57 min 31 s     |
| 2021  | Championnats d'Europe de duathlon                | Roumanie   | Médaille d'argent  | 57 min 54 s     |
| 2021  | Championnats du monde de duathlon                | Espagne    | Médaille de bronze | 2 h 0 min 41 s  |
| 2019  | Championnat de France de duathlon                | France     | Médaille de bronze | 58 min 20 s     |
| 2018  | Championnat de France de duathlon                | France     | Médaille d'argent  | 58 min 34 s     |